# Brandon Call
Brandon Spencer Lee Call (17. listopadu 1976, Torrance, Kalifornie) je americký herec. Hrál J. T. Lamberta v seriálu Krok za krokem a Hobieho Buchannona v první řadě seriálu Baywatch. Brandon také propagoval populární nápoj Boku.
Brandon se narodil v Torrance v Kalifornii Richardu Callovi a Elyes Pollack. Má dvě sestry, Dee Anne a Tandi a jednoho bratra, Dustina.
Po cestě z natáčení jednoho dílu Kroku za krokem byl postřelen neznámým střelcem. Pokládalo se to za náhodný útok a střelec nevěděl, na koho míří. I když byl zasažen do obou paží, nebyl vážně zraněn a úplně se uzdravil.
Brandon nyní žije ve městě Vista, kde vlastní a provozuje benzinku a myčku. Rozhodl se skončit hereckou kariéru a žít v poklidu se svou dcerou.